# Río Yaracuy
Pour l’article homonyme, voir Yaracuy.
Le río Yaracuy est un cours d'eau navigable du Venezuela qui prend naissance au pic d'Yaque puis descend des montagnes situées à l'est de Barquisimeto, coule au nord-est et se jette dans la mer des Antilles, au nord-ouest de Puerto Cabello, près du port de Tucacas, à une soixantaine de kilomètres à l'ouest de Caracas. 
Les rivières du Yaracuy et du Barlovento sont relativement régulières quant à leurs débits moyens mensuel. Elle a donné son nom à l'État de Yaracuy, l'un des 23 États du Venezuela. La mine la plus importante de la région est la mine de cuivre d'Aroa, qui a été découverte en 1605. 

## Histoire
Le río Yaracuy fut la principale région productrice de cacao au XVIIe siècle, grâce à la contrebande avec les marchands hollandais installés sur l'île de Curaçao, en face l'embouchure de la rivière, dès les années 1620 ou 1630, selon les témoignages, et possiblement avant. Les Belges du port d'Anvers, dans les Pays-Bas espagnols, avaient la connaissance des approvisionnements en cacao de l'empire espagnol. Les marchands juifs et protestants d'Anvers ont fui à Amsterdam à la fin du XVIe siècle puis tissé un réseau de livraison au départ de la petite île antillaise de Curaçao. 
Alors considéré comme un fleuve côtier, le río Yaracuy se jette dans l'Atlantique à côté du port de Tucacas, où les marchands juifs hollandais ont construit une petite ville fortifiée et une synagogue en 1693 avant de devoir céder la place aux Espagnols après une série d'attaques, dans les années 1710. De 1730 à 1733, les habitants des bords de la rivière se révoltèrent contre la Compagnie Royale Guipuzcoana, créée par les espagnols en 1728, pour récupérer le négoce du cacao. La révolte a duré trois sans, sous la direction d'Andresote, un ex-esclave métissé entre noirs et amérindiens. Les insurgés obtinrent une première victoire en 1732 mais furent défait par une armée espagnole de 1 500 hommes en janvier 1733.